# Tokyo MX
Tokyo Metropolitan Television Broadcasting Corporation (東京 メトロポリタン テレビ ジョン 株式会社 Tōkyō Metoroporitan Terebijon) é a única estação de televisão local de Tóquio, no Japão, que serve somente a cidade. Ela concorre diretamente com as emissoras de cobertura nacional :Nippon Television, TV Asahi, NHK, Tokyo Broadcasting System, TV Tokyo, e Fuji Television, os quais são as únicas redes nacionais de televisão. Tokyo MX foi fundada em 30 de abril de 1993, e as transmissões começaram em 1 º de novembro de 1995. Dentre os acionistas estão o Governo Municipal de Tóquio, Tokyo FM Broadcasting e a fabricante de eletrônicos Sony.
Toda semana, Tokyo MX transmite as conferencias de imprensa do Governador de Tóquio.Além disso transmite jogos de Beisebol e Futebol.
É membro da Associação Japonesa de Estações Independentes de Televisão (JAITS).

## Alguns Programas
- Made in Abyss
- Sword Art Online
- Toaru Majutsu no Index
- Hentai Ouji to Warawanai Neko
- Sora no Otoshimono
- Sora no Otoshimono: Forte
- To Love-Ru
- Sekirei
- Sekirei～Pure Engagement～
- Ore no Imōto ga Konna ni Kawaii Wake ga Nai
- Ore no Imōto ga Konna ni Kawaii Wake ga Nai . II
- The Severing Crime Edge
- Highschool of the Dead
- Shingeki no Kyojin
- Tensei Shitara Slime Datta Ken
- As Memórias de Vanitas